# Shalimar le Clown
Pour les articles homonymes, voir Shalimar (homonymie).
Shalimar le Clown est un roman de Salman Rushdie publié en septembre 2005. 
Le titre Shalimar le Clown vient des jardins de Shalimar, à proximité de Srinagar, un des jardins moghols, qui date de la période où les Moghols régnaient sur le sous-continent indien. Shalimar est le nom d'un des personnages du roman.
Shalimar le Clown a été finaliste du Whitbread Book Awards en 2005.